# Piazza San Michele
Piazza San Michele è una piazza di Lucca, oggi principale punto d'incontro dei lucchesi. È anche soprannominata piazza delle Catene a causa della tipica delimitazione della piazza mediante colonnine unite da pesanti catene.

## Storia e descrizione
La piazza corrisponde all'antico forum della città romana, ed è tangente al decumano, costituito dalla direttrice Ovest-Est di Via San Paolino, Via Roma e Via Santa Croce e non lontano dal cardo in direzione Nord-Sud di Via Fillungo e Via Cenami.
In questa piazza sorse il Palatium Civitatis, il Palazzo Pubblico, ora scomparso, costruito proprio accanto alla chiesa e poi trasferito nella Fortezza dell'Augusta abbattuta anch'essa nel 1370.
La piazza è circondata da costruzioni d'epoca Medioevale facilmente riconoscibili dall'architettura con archi a tutto sesto o a sesto acuto, paramento in mattoni e finestre polifore. Vi sono inoltre imponenti palazzi come Palazzo Gigli, costruito nel 1529 su abitazioni medioevali e il Palazzo Pretorio (o Palazzo del Podestà) del 1492. Esso sorge all'angolo con via Vittorio Veneto e ospita sotto le sue logge una statua bronzea di Matteo Civitali opera di Arnaldo Fazzi. Le logge di Palazzo Pretorio sono spesso sede di manifestazioni e incontri a carattere artistico ed enogastronomico. Sulla piazza prospettano anche edifici pesantemente ristrutturati o completamente rifatti in presunto stile antico nel XX secolo. Tra le ristrutturazioni si segnalano i palazzi tra l'angolo con via Di Poggio e quello con via Calderia, mentre, sul lato meridionale, furono ricostruiti verso il 1930, dopo l'abbattimento delle vecchie costruzioni, la Casa del Mutilato e il palazzetto già sede del Credito Italiano. Questi due edifici, che imitano lo stile fiorentino del XV secolo, sono ben diversi e riconoscibili dagli altri della piazza.
La pavimentazione di piazza San Michele fu lastricata con mattoni a spina di pesce per la prima volta quando nel Quattrocento vi fu costruito il Palazzo Pretorio. Successivamente nel Settecento fu rialzata con quadroni di pietra grigia e delimitata da colonnine con catene.
Nel 1863 in onore di Francesco Burlamacchi fu collocata al centro della piazza la statua realizzata dallo scultore Ulisse Cambi.
La piazza ospita la magnifica chiesa romanica di San Michele in Foro dalla bianca facciata calcarea.

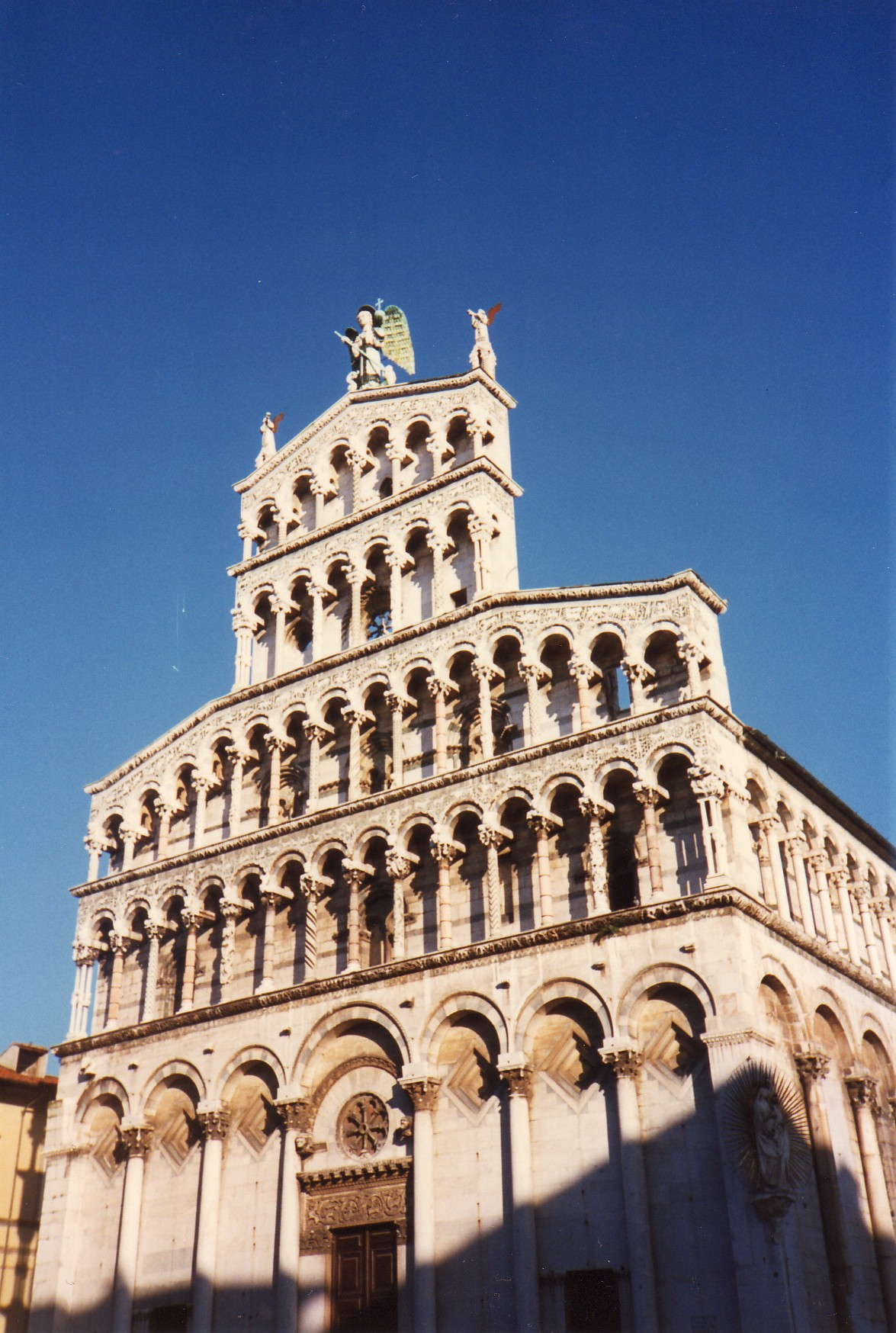
La facciata della chiesa di San Michele
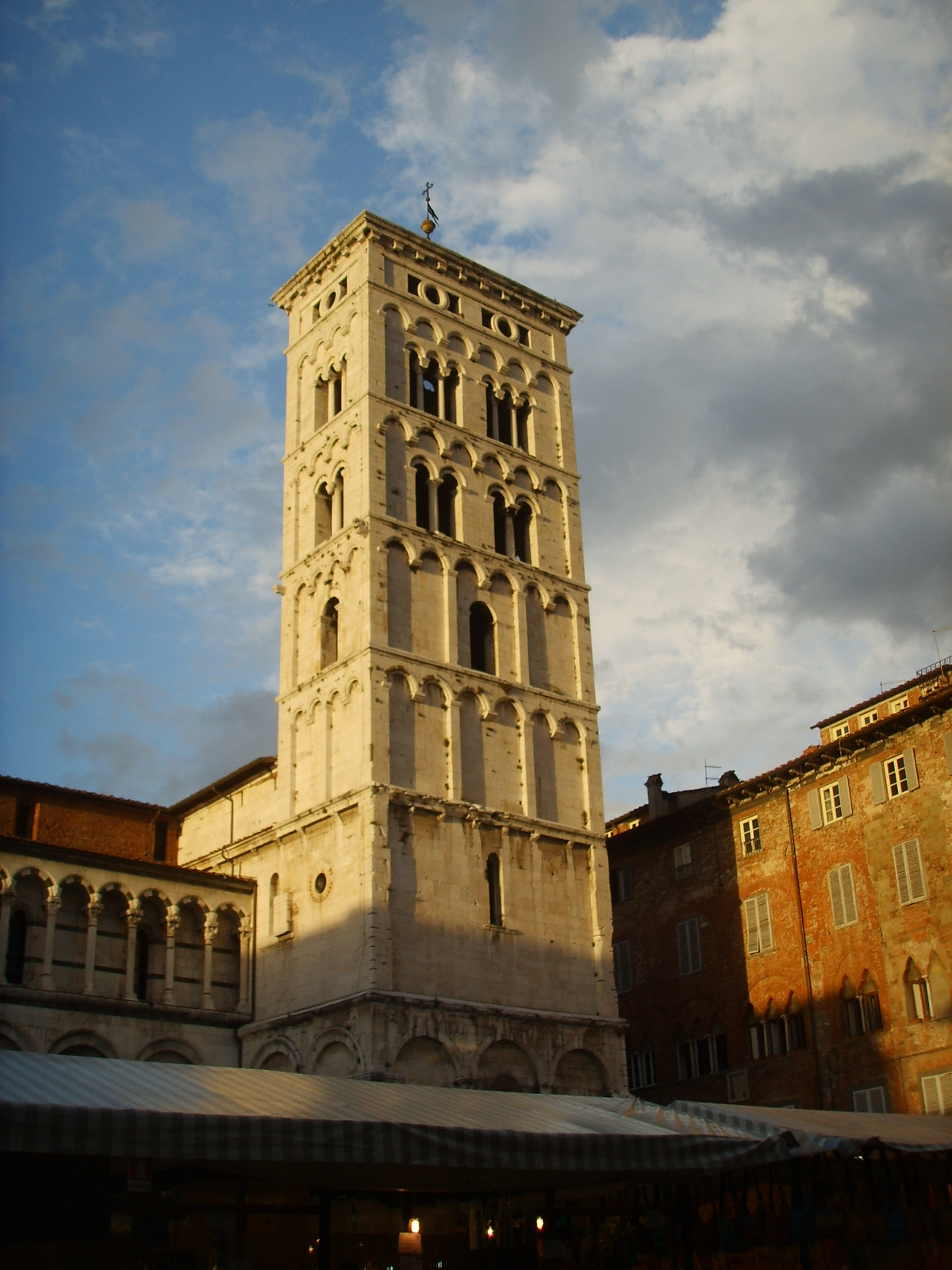
Il campanile della chiesa di San Michele
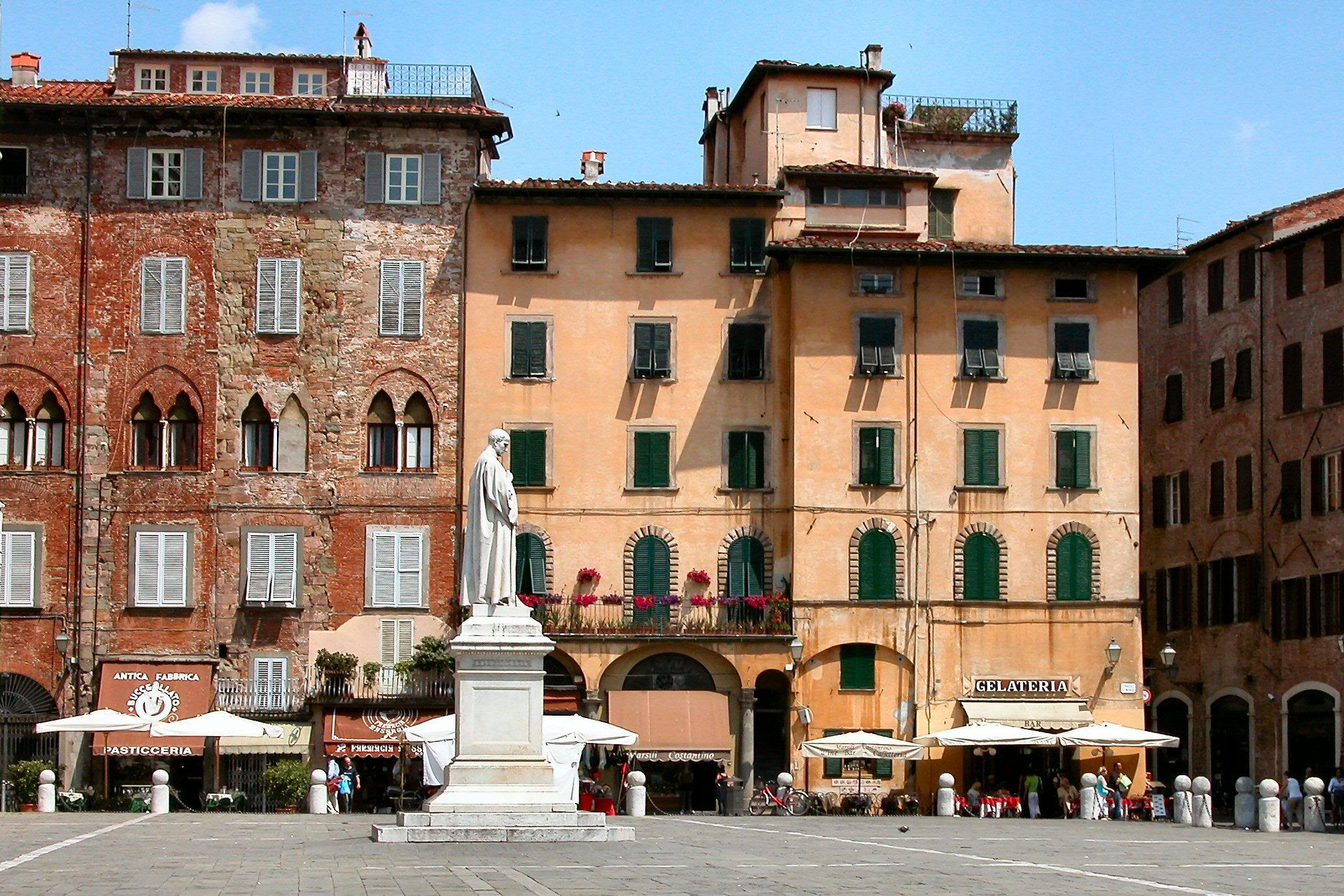
La piazza vista da un'altra angolatura